# Cape Sable Island
Cape Sable Island, lokal kurz Cape Island genannt, ist eine kleine kanadische Insel an der Südspitze der Provinz Nova Scotia. Sie wird gelegentlich mit Sable Island verwechselt. Historisch wurde die gesamte Argyle-Region als Cape Sable bezeichnet und umfasste ein wesentlich größeres Gebiet als nur die heutige Insel. Es erstreckte sich vom Cape Negro (Baccaro) bis Chebogue.
Die Insel liegt in Shelburne County südlich von Barrington Head, getrennt von der Nova-Scotia-Halbinsel durch die schmale Barrington Passage, durch die seit 1949 ein Damm führt. Die größte Stadt der Insel ist Clark's Harbour. Weitere Gemeinden sind unten aufgeführt. An der Südspitze liegt Cape Sable.

## Geschichte
Cape Sable Island war ursprünglich von Mi’kmaqs bevölkert, die es als Kespoogwitk kannten, was soviel bedeutet wie „Ende des Landes“. Sie wurde erstmals von portugiesischen Forschern kartografiert, die sie Beusablom („Sandige Bucht“) nannten.

### Französische Kolonie
Cape Sable und Cape Negro (auch Cape Neigre) wurden zuerst von den Akadiern besiedelt, die 1620 aus Port-Royal (Acadia) kamen. Der französische Gouverneur von Akadien, Charles de la Tour, kolonisierte Cap de Sable und gab ihm seinen heutigen Namen, der „Sandiges Kap“ bedeutet. La Tour begann 1623, eine mächtige Festung bei Cap de Sable aufzubauen, die er zu Ehren seines Stellvertreters in Frankreich Fort Lomeron nannte. (Der Pelzhandelsposten Fort Lomeron wurde später umbenannt in Port La Tour, Nova Scotia aber auch als Fort Saint-Louis in den Schriften von Samuel de Champlain bezeichnet.) Er schuf einen florierenden Pelzhandel mit den Mi'kmaq und betrieb Landwirtschaft.
Während des Englisch-Französischen Kriegs (1627–1629), nahm David Kirke unter Karl I. Québec ein. Sir James Stewart of Killeith, Lord Ochiltree gründete eine Kolonie auf der Kap-Breton-Insel bei Baleine, und der Sohn von William Alexander, 1st Earl of Stirling gründete in Port-Royal (Acadia) die erste Form von New Scotland. Diese Reihe britischer Triumphe in einem ansonsten katastrophalen Krieg war nicht von Dauer. Die Eile Karls I., mit Frankreich zu den für ihn günstigsten Bedingungen Frieden zu schließen, bedeutete, dass die neuen nordamerikanischen Errungenschaften im Vertrag von Saint-Germain-en-Laye verhandelt wurden. Während der Kolonisierung der Schotten kam es in Nova Scotia zu drei Schlachten: eine bei Saint John, eine weitere bei Balene, Cape Breton, und eine auf Cape Sable Island.

#### Belagerung von 1630
Infolge dieser schottischen Siege war Cape Sable 1629 die einzige größere französische Festung in Nordamerika. 1630 kam es zu einer Schlacht zwischen Charles und seinem Vater in Fort St. Louis, wobei letzterer die Schotten unterstützte, die Port Royal eingenommen hatten. Die Schlacht dauerte zwei Tage. Claude war gezwungen, sich gedemütigt nach Port Royal zurückzuziehen.
Daraufhin ersuchte La Tour den französischen König um Hilfe und wurde 1631 zum Generalleutnant in Akadien ernannt.
Im Jahr 1641 verlor La Tour Cape Sable Island, Pentagouet (Castine, Maine) und Port Royal an den Gouverneur von Akadien Charles de Menou d'Aulnay de Charnisay.
La Tour zog sich mit seiner dritten Frau Jeanne Motin, die er 1653 heiratete, nach Cap de Sable zurück und starb 1666.

### Der Krieg von Pater Rale
Im Verlauf des Father Rale’s War kam es zu zahlreichen Angriffen auf Fischereifahrzeuge aus Neuengland. Als wichtiger Anlegeplatz und Stützpunkt für saisonale Fischereischiffe aus Neuengland, welche die reichen Fischgründe im Südwesten von Neuschottland befuhren, zog Cape Sable im Goldenen Zeitalter der Piraterie mehrere Wellen von Piratenüberfällen an. Die Piraten Ned Low und John Phillips überfielen Fischereifahrzeuge vor Cape Sable. Phillips fand 1723 vor dem Kap den Tod.
Im Jahr 1725 unterzeichneten die Briten einen Vertrag (oder ein „Abkommen“) mit den Mi'kmaq von Cape Sable und anderen Teilen Neuschottlands, aber die darin festgelegten Rechte der Mi'kmaq auf Jagd und Fischfang auf ihrem Land wurden von den Behörden oft angefochten.

### Siebenjähriger Krieg in Nordamerika
Die britische Eroberung von Akadien erfolgte 1710. In den folgenden fünfundvierzig Jahren weigerten sich die Akadier, einen bedingungslosen Treueeid auf Großbritannien zu leisten. In dieser Zeit beteiligten sich die Akadier an verschiedenen Militäroperationen gegen die Briten und unterhielten lebenswichtige Versorgungslinien zur französischen Festung Louisbourg und zum Fort Beausejour. Die Akadier und die Mi'kmaq von der Insel Cape Sable überfielen die Protestanten in Lunenburg, Nova Scotia mehrmals.
Während des Siebenjährigen Krieges in Nordamerika versuchten die Briten, die militärische Bedrohung durch die Akadier zu neutralisieren und die lebenswichtigen Nachschubwege der Akadier nach Louisbourg zu unterbrechen, indem sie die Akadier aus Akadien deportierten. Im April 1756 überfielen Major Jedidiah Preble und seine Truppen aus Neuengland auf dem Rückweg nach Boston eine Siedlung in der Nähe von Port La Tour und nahmen 72 Männer, Frauen und Kinder gefangen.
Im Spätsommer 1758 starteten die Briten drei große Offensiven gegen die Akadier. Eine davon war die St. John River Campaign, eine andere die Petitcodiac River Campaign und die dritte richtete sich gegen die Akadier auf Cape Sable Island. Major Henry Fletcher führte das 35. Regiment und eine Kompanie von Joseph Gorhams Rangers nach Cape Sable Island. Er schnitt das Kap ab und sandte seine Männer hinein. Einhundert Akadier und Pater Jean Baptiste de Gray ergaben sich, während etwa 130 Akadier und sieben Mi'kmaq entkamen. Die akadischen Gefangenen wurden nach Georges Island im Hafen von Halifax gebracht.
Auf dem Weg zum Feldzug am St. John River im September 1758 schickte Moncton Major Roger Morris, der zwei Kriegsschiffe und Transportschiffe mit 325 Soldaten befehligte, um weitere Akadier zu deportieren. Am 28. Oktober brachten seine Truppen die Frauen und Kinder nach Georges Island. Die Männer wurden zurückbehalten und gezwungen, mit den Truppen zusammenzuarbeiten, um ihr Dorf zu zerstören. Am 31. Oktober wurden auch sie nach Halifax geschickt. Im Frühjahr 1759 trafen Joseph Gorham und seine Ranger ein, um die restlichen 151 Akadier gefangen zu nehmen. Sie erreichten mit ihnen am 29. Juni Georges Island.

### Pflanzer aus Neu England
Nach der Vertreibung der Akadier in den 1750er Jahren wurde die Insel von den Neuengland-Pflanzern aus Cape Cod und der nahe gelegenen Insel Nantucket besiedelt. Die Gewässer im Südwesten von Neuschottland waren ihnen seit den Tagen der französischen Besiedlung im frühen 17. Jahrhundert gut bekannt. Die Gezeiten des Golfs von Maine mögen zwar einige entdeckungsfreudige Fischer aus Nantucket auf die Insel gebracht haben, aber es waren ganz andere Gezeiten, die schließlich zur dauerhaften Besiedlung durch die Engländer führten – politische Gezeiten.
Viele Bewohner von Cape New England nutzten das Angebot von 50 Acres (200.000 m²) Land für jeden männlichen Erwachsenen, der seine Heimat verließ und auf dem frei gewordenen Land in Atlantik-Kanada lebte. Cape Sable Island war den Fischern von Cape Cod gut bekannt und sie zogen 1760 nach Norden, um die Vorteile eines neuen Lebens zu nutzen. Die Siedlung Cape Sable wurde bald zu einem wichtigen Stützpunkt für die Küstenfischerei und ist es bis heute geblieben. Berühmt ist sie als Geburtsort des Cape Islander, eines Fischerboots mit Motor, das um 1905 aufkam. Anfang des 20. Jahrhunderts wurde die Insel mit einer Fähre angefahren. Schließlich wurde ein Damm für den Fußgänger- und Autoverkehr gebaut, der am 5. August 1949 eröffnet wurde. Heute ist die Hummerfischerei der größte Wirtschaftszweig der Insel.

### Amerikanische Revolution

#### Überfall auf Cape Sable Island
Während der Amerikanischen Revolution, am 4. September 1778, nahm die leichte Infanteriekompanie des 84th Regiment of Foot (Royal Highland Emigrants) unter dem Kommando von Cpt. Ranald MacKinnon am Raid of Cape Sable Island teil. Amerikanische Freibeuter bedrohten Cape Sable Island, als das 84. Regiment eintraf; sie überraschten das Schiff in der Nacht und zerstörten es. Für sein aggressives Vorgehen wurde MacKinnon von Brigadegeneral Eyre Massey hoch gelobt. Einer seiner Freunde, Cpt. MacDonald, schrieb daraufhin an Major John Small: „McKinnon war verlegen über das Lob des Generals und bat darum, es nicht in das Protokoll aufzunehmen, da er nur seine Pflicht getan habe.“

## Gemeinden auf Cape Sable Island
Die folgenden Gemeinden gehören zu Cape Sable Island:
- Cape Sable Island
- Centreville
- Clam Point
- Clark's Harbour
- Lower Clarks Harbour
- Newellton
- North East Point
- South Side
- Stoney Island
- The Hawk
- West Head

## Schiffswracks
Cape Sable ist das Zentrum eines regen Fischereigebiets und war ein wichtiger Anlegeplatz für die Schifffahrt im Zeitalter der Segelschifffahrt. Dieser Verkehr führte zu zahlreichen Schiffswracks, wie der SS Hungarian im Jahr 1860 und dem Schoner Codseeker im Jahr 1877.

## Klima
In Cape Sable Island herrscht Seeklima (Effektive Klimaklassifikation Cfb), mit erheblichem Kontinentalem Einfluss. Die umliegenden Gewässer führen zu kühleren Sommern, aber milderen Wintern mit weniger Schneefall als im Rest von Nova Scotia. Die Sommertemperaturen sind für diesen Breitengrad sehr niedrig, das Klima grenzt an den subpolares Ozeanklima (Köppen Cfc) Typ. Auf dem Höhepunkt des Sommers, Ende August und Anfang September, liegen die durchschnittlichen Tageshöchsttemperaturen bei 15 °C. Die Winter sind feucht und windig, aber für Atlantik-Kanada warm. Die Schneefälle sind mäßig stark, im Winter fällt weniger Schnee als an den meisten anderen Orten in Atlantik-Kanada, wo im Durchschnitt viel mehr Schnee pro Wintersaison fällt (z. B. in Sydney, Nova Scotia [283 cm] und St. John’s, Neufundland [335 cm]). Die Sommer auf Cape Sable Island sind kühl und das Wetter ist im Vergleich zu den Wintern wesentlich stabiler. Aufgrund der kühlen Meeresumgebung sind Sommergewitter sehr selten, aber niedrige Wolken und Nebel sind häufig. Der starke Einfluss des Atlantiks bewirkt auch eine außergewöhnlich starke saisonale Verschiebung. Der kälteste Monat ist im Durchschnitt der Februar, während der wärmste Monat der September ist, der etwas wärmer ist als der August, und der Oktober ist etwas wärmer als der Juni.
Die Insel liegt im Einzugsbereich der Nor’easters, die im Winter ihre größte Häufigkeit und Intensität erreichen, was bedeutet, dass die feuchtesten Monate in diesem Gebiet im Durchschnitt Dezember und Januar sind. Tropische Wettersysteme, darunter in seltenen Fällen auch Hurrikane, können gelegentlich auftreten, wobei sie in der Regel von Süden oder Südwesten her in das Gebiet eindringen, wobei das Risiko im September und Oktober am größten ist. Cape Sable Island ist auch anfällig für dichte Nebelschwaden. Im Laufe der Jahre haben die Stürme am Kap und die Nähe der Insel zu den Schifffahrtsrouten zu einer beträchtlichen Anzahl von Schiffswracks geführt. Am tragischsten war der Untergang der SS Hungarian im Februar 1860, bei dem über 200 Menschen ums Leben kamen. Im folgenden Jahr wurde an der Spitze von Cape Sable ein Leuchtturm errichtet.
|                        | Jan   | Feb   | Mär   | Apr  | Mai  | Jun  | Jul  | Aug   | Sep  | Okt  | Nov   | Dez   |   |         |
| Mittl. Temperatur (°C) | −1,6  | −2,1  | 0,6   | 3,6  | 6,8  | 9,7  | 11,3 | 12,4  | 12,7 | 10,0 | 6,2   | 1,4   | ⌀ | 6       |
| Mittl. Tagesmax. (°C)  | 1,4   | 0,7   | 3,0   | 5,7  | 8,8  | 12,0 | 13,8 | 14,9  | 15,1 | 12,3 | 8,7   | 4,6   | ⌀ | 8,5     |
| Rekordmaximum (°C)     | 12,0  | 12,0  | 14,0  | 16,0 | 18,9 | 22,8 | 24,0 | 24,0  | 23,9 | 22,0 | 17,2  | 13,9  | ᐃ | 0       |
| Mittl. Tagesmin. (°C)  | −4,8  | −5,0  | −1,9  | 1,4  | 4,6  | 7,3  | 8,7  | 9,9   | 10,3 | 7,6  | 3,6   | −1,8  | ⌀ | 3,4     |
| Rekordminimum (°C)     | −17,2 | −18,3 | −14,5 | −6,7 | −1,1 | 2,8  | 5,0  | 5,6   | 0,6  | −3,0 | −7,8  | −19,0 | ᐁ | 0       |
|                        |       |       |       |      |      |      |      |       |      |      |       |       |   |         |
| Niederschlag (mm)      | 140,4 | 112,7 | 104,8 | 98,7 | 86,4 | 76,2 | 68,3 | 104,6 | 73,4 | 89,8 | 122,2 | 139,6 | Σ | 1.217,1 |
|                        |       |       |       |      |      |      |      |       |      |      |       |       |   |         |
| Regentage (d)          | 17    | 13    | 12    | 11   | 10   | 10   | 9    | 9     | 8    | 10   | 13    | 16    | Σ | 138     |

| −4,8 |

| −5,0 |

| −1,9 |

| 1,4 |

| 4,6 |

| 7,3 |

| 8,7 |

| 9,9 |

| 10,3 |

| 7,6 |

| 3,6 |

| −1,8 |

| −4,8 |

| −5,0 |

| −1,9 |

| 1,4 |

| 4,6 |

| 7,3 |

| 8,7 |

| 9,9 |

| 10,3 |

| 7,6 |

| 3,6 |

| −1,8 |

| N i e d e r s c h l a g | 140,4 | 112,7 | 104,8 | 98,7 | 86,4 | 76,2 | 68,3 | 104,6 | 73,4 | 89,8 | 122,2 | 139,6 |
|                         | Jan   | Feb   | Mär   | Apr  | Mai  | Jun  | Jul  | Aug   | Sep  | Okt  | Nov   | Dez   |

## Vogelbeobachtung
Da die Insel von allen Seiten vom Meer umspült wird, herrscht hier ein maritimes Klima, das im Sommer ausgesprochen kühl ist, während die Winter deutlich gemäßigter sind als in den inneren Teilen der Provinz. Die Insel ist ein bedeutsames Ziel für die Vogelbeobachtung, denn sie ist ein wichtiger Rastplatz für Zugvögel wie die Atlantik-Ringelgans und den Gelbfuß-Regenpfeifer. Dieses einzigartige Klima, die zahlreichen Gezeitensümpfe und die geografische Lage der Insel auf der Nord-Süd-Flugroute zahlreicher wandernder Wasservögel haben dazu geführt, dass die Insel international als Important Bird Area ausgewiesen wurde. Der jährliche Vorbeiflug der Ringelgänse im März und April entwickelt sich zu einem lokalen Vogelbeobachtungsereignis. Zehntausende Gänse fliegen in der Abenddämmerung vorbei, nachdem sie den Tag in den örtlichen Sümpfen verbracht haben. Die Nacht verbringen sie im Atlantik östlich der Insel, wo sie sich im Wasser tummeln.